# Catalan Talgo

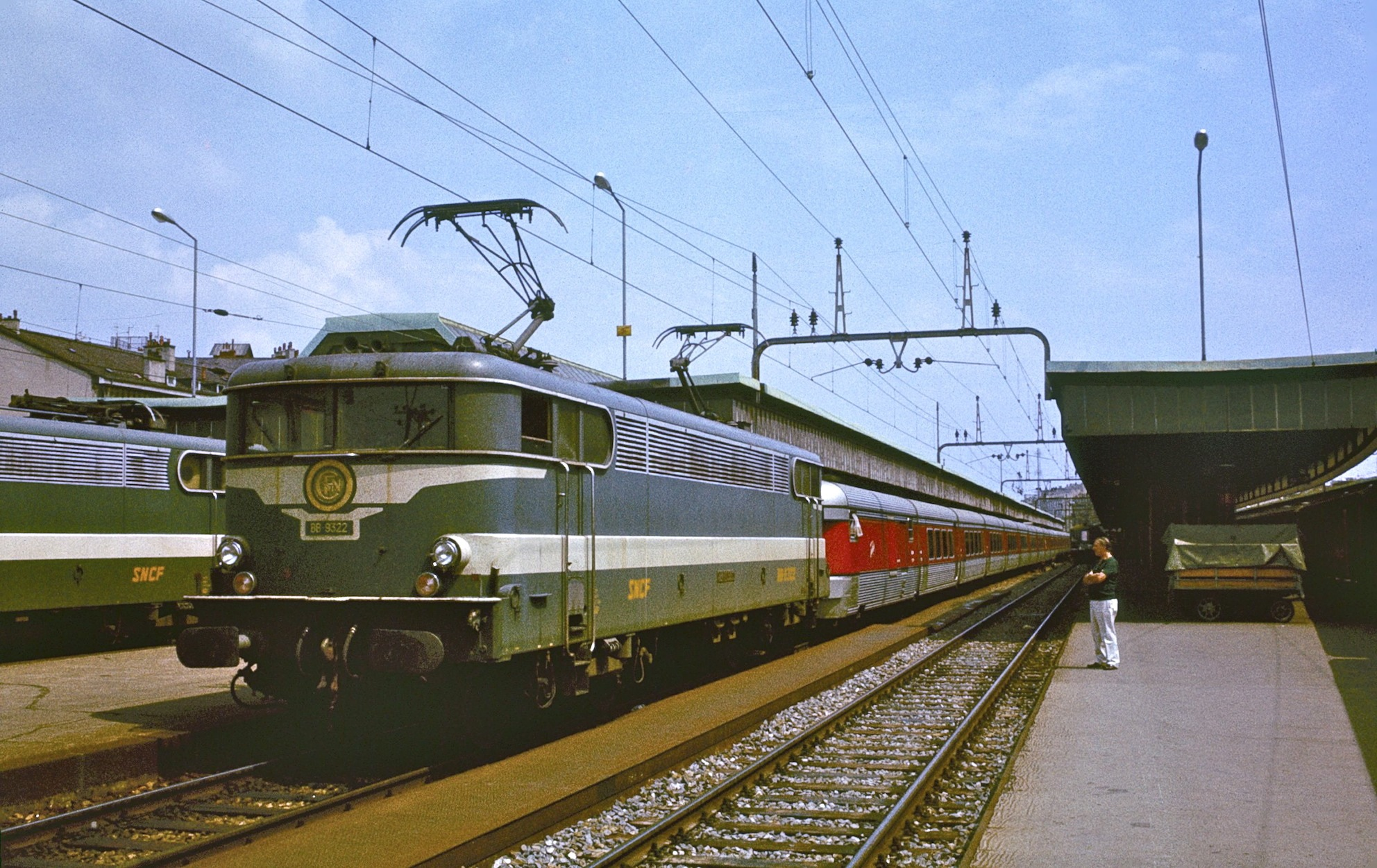
TEE Catalan Talgo in Genf-Cornavin, 1979

Der Catalan Talgo war ein internationaler Reisezug, der Genf mit Barcelona verband. Seinen Namen verdankt der Zug der spanischen Region Katalonien und dem verwendeten Rollmaterial Talgo. Er war der Nachfolger einer gebrochenen Verbindung, bei der Reisende an der spanisch/französischen Grenze wegen der unterschiedlichen Spurweiten umsteigen mussten. Spanien war wegen der abweichenden Spurweite bei der Einführung des Trans-Europ-Express-Netzes (TEE) nicht beteiligt. 1968 wurde dieses Problem durch spurwechselfähige Talgo-III-RD-Garnituren behoben. Der Spurwechsel geschah selbsttätig beim langsamen Durchfahren der Umspuranlage von Portbou, so dass Reisende an der Grenze nicht mehr umzusteigen brauchten. Nach erfolgreichen Probefahrten wurden die Talgo RD 1969 in den Regelbetrieb übernommen.

## Trans Europ Express

### Rollmaterial

#### Lokomotiven

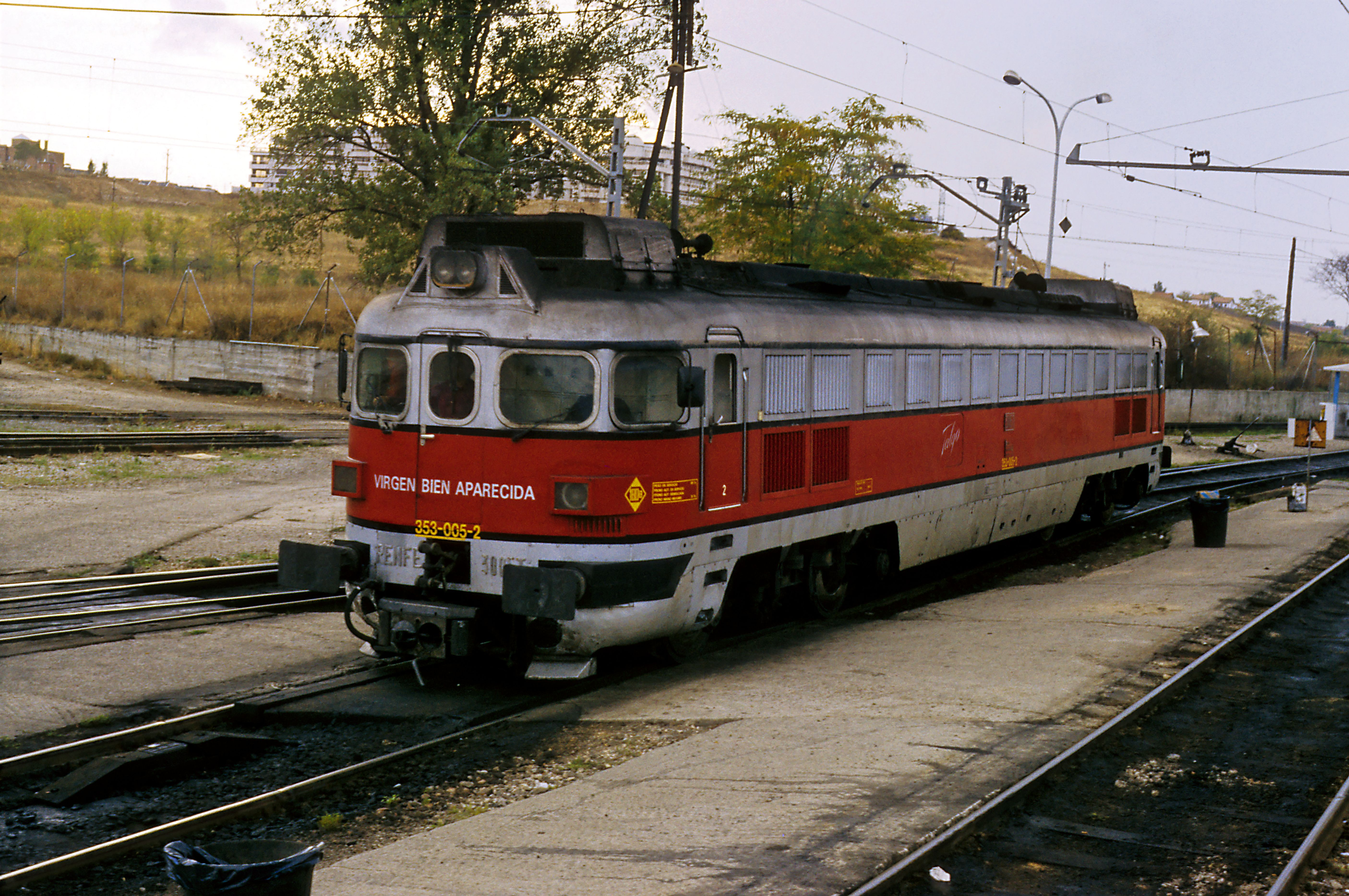
Lokomotive 353 005 »Virgen bien Aparecida«, Baureihe 3000

Die Bespannung übernahm anfangs Diesellokomotiven der spanischen Baureihe 3000, nach Umstellung auf EDV-Nummern Reihe 353. Diese Baureihe von nur fünf Lokomotiven war eigens für den Catalan Talgo gebaut worden. Da es nach dem damaligen Stand der Technik nicht möglich war, spurwechselfähige Triebdrehgestelle zu bauen, bekamen drei Lokomotiven Drehgestelle mit Radsätzen für Regel- und zwei für iberische Breitspur. Die Lokomotiven 3003 und 3004 fuhren zwischen Barcelona und Portbou, während die drei anderen zwischen Genf und Portbou verkehrten. Bereits im September 1971 wurden die Lokomotiven auf dem französischen Streckenteil durch Maschinen der SNCF-Baureihe BB 67400 ersetzt. Die drei ursprünglich regelspurig gelieferten Maschinen erhielten daraufhin Breitspurdrehgestelle und wurden ebenfalls in Spanien eingesetzt. Im Oktober 1971 ersetzte die RENFE die Lokomotiven der Baureihe 3000 auch im spanischen Abschnitt durch Elloks der Reihe 276. Ab 1975 wurde der Zug über Lyon statt Grenoble geführt. Damit konnte die regelspurige Gesamtstrecke Genf – Narbonne mit Elloks der SNCF-Baureihe BB 9300 befahren werden. Nach der Elektrifizierung der Strecke Narbonne – Portbou wurden die Lokomotiven der Baureihe BB 9300 durch die der Baureihe BB 7200 ersetzt.

#### Reisezugwagen

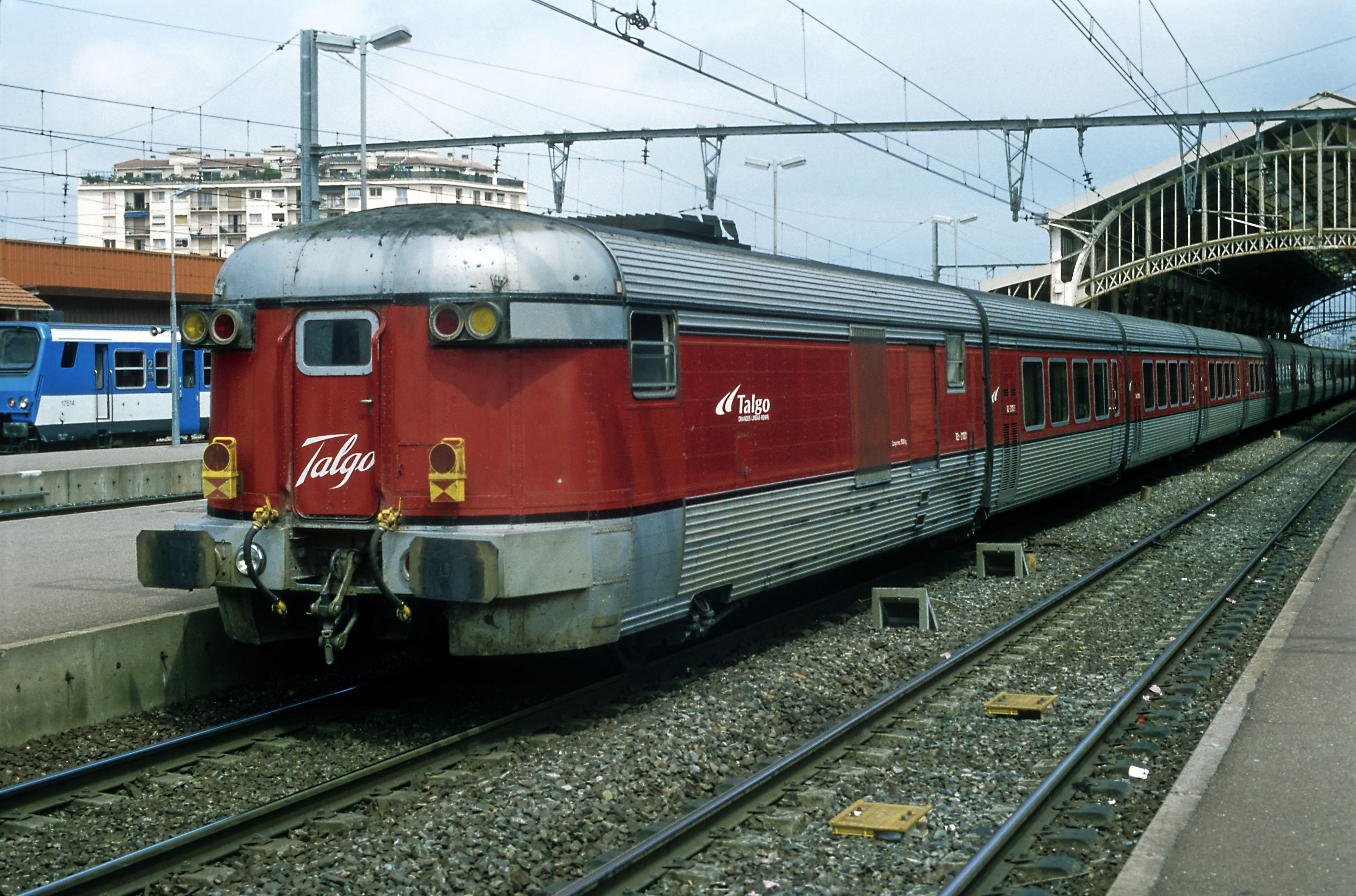
Talgo-III-RD-Garnitur in Perpignan, 2003

Alle Reisezugwagen waren Ausführungen der Wagengattung Talgo III RD. RD heißt Rodadura Desplazable (spanisch für verstellbare Räder, also spurwechselfähig). An beiden Enden der Wagengarnitur lief ein Maschinenwagen, in denen sich Dieselgeneratoren für die Zugenergieversorgung befanden. Zudem dienten diese Maschinenwagen zur Kupplung mit anderen Schienenfahrzeugen. In den Endwagen auf der spanischen Zugseite (TG2z-211) gab es einen Gepäckraum, in denen auf Schweizer Seite (TG2-212) ein Abteil für den Zugführer. Zwischen den beiden Endwagen waren neun (anfangs acht) Großraumwagen (TA2-201) sowie zwei Speisewagen (TR2-210) und ein Küchenwagen mit Bar (TC2-206) eingereiht. Der TC2-206 lief in der Mitte des Zuges zwischen den beiden TR2-210. Bei Bedarf konnten bis zu sieben zusätzliche TA2-201 eingereiht werden. Damit wurde ein Zug von bis zu 21 Wagen gebildet. Die 1982 eingereihten Großraumwagen zweiter Klasse (TB2-202) wurden zwischen TC2-206 und TG2-212 platziert, wobei der TR2-210 an dieser Seite des RT 206 ausgereiht wurde. In den letzten Einsatzjahren wurde auf den TR2-210 komplett verzichtet.

### Strecke und Fahrplan
1969 bekam der Catalan Talgo die Bezeichnung CG, GC (Catalunya–Genève und zurück) und die Zugnummern TEE 83 und 84. Die Streckenführung war: Barcelona – Gerona – Portbou – Cerbère – Perpignan – Narbonne – Béziers – Sète – Montpellier – Nîmes – Avignon – Valence – Romans Bourg de Péage – Grenoble – Challes les Eaux – Chambery – Aix les Bains Le Revard – Culoz – Bellegarde – Genève-Cornavin. Am 31. Mai 1970 entfielen die Verkehrshalte in Romans Bourg de Péage und Sète. Am 23. Mai 1971 wurden die Zugnummern in TEE 70/71 und 72/73 geändert. Spanien verwendete die Nummern TEE 73 und 70, ab dem 26. Mai 1974 TEE 5073 und 5070. Diese Doppelnummerierung war Folge des Brauchs an beiden Streckenenden, im eigenen Netz beginnenden Zügen eine ungerade und aus anderen Ländern kommenden, endenden Zügen eine gerade Zugnummer zuzuteilen.
| GC (70/71) | Land       | Bahnhof         | km  | CG (72/73) |
| ---------- | ---------- | --------------- | --- | ---------- |
| 10.40      | Schweiz    | Genève Cornavin | 0   | 19.38      |
| 11.09      | Frankreich | Bellegarde      | 33  | 19.08      |
| 11.33      | Frankreich | Culoz           | 66  | 18.39      |
| 11.55      | Frankreich | Aix-les-Bains   | 88  | 18.21      |
| 12.09      | Frankreich | Chambery        | 102 | 18.08      |
| 12.52      | Frankreich | Grenoble        | 165 | 17.28      |
| 13.55      | Frankreich | Valence         | 262 | 16.21      |
| 15.03      | Frankreich | Avignon         | 387 | 15.15      |
| 15.32      | Frankreich | Nîmes           | 436 | 14.45      |
| 15.59      | Frankreich | Montpellier     | 486 | 14.15      |
| 16.42      | Frankreich | Béziers         | 557 | 13.33      |
| 17.00      | Frankreich | Narbonne        | 583 | 13.16      |
| 18.01      | Frankreich | Cerbère         | 688 | 12.14      |
| 18.25      | Spanien    | Portbou         | 690 | 11.49      |
| 20.39      | Spanien    | Barcelona       | 864 | 9.45       |

TEE Catalan Talgo (blau) und TEE Ligure (rot)

Der Fahrplan ermöglichte in Avignon einen direkten Anschluss zum TEE Ligure und damit eine TEE-Verbindung zwischen Mailand und Barcelona. Der TEE Catalan Talgo hielt in Avignon in beiden Richtungen um ca. 15.00 Uhr. Ankunft der TEE Ligure war eine Viertelstunde früher und Abfahrt nach Mailand folgte eine Viertelstunde nach dem TEE Catalan Talgo in Richtung Genf. Auf Drängen der SBB und der RENFE wurde die Streckenführung ab dem 28. September 1975 so geändert, dass von Genf bis Narbonne durchgehend elektrisch gefahren werden konnte. Zwischen Bellegarde und Valence hielt der Catalan Talgo nur für einen Diensthalt in Lyon-Brotteaux (heute Lyon Part-Dieu). Obwohl die Strecke einen Kilometer länger wurde, verkürzte sich die Fahrzeit um 40 Minuten. Eine teure Nebenwirkung war die Notwendigkeit eines zusätzlichen Zuges zwischen Genf und Grenoble. 1982 erhofften sich die beteiligten Bahnverwaltungen eine bessere Auslastung durch erneute Führung über Grenoble und Einreihung von Wagen der zweiten Klasse (RT 202). Weil damit die TEE-Kriterien nicht mehr erfüllt wurden, verkehrten die Catalan Talgo ab diesem Zeitpunkt als Intercity.

## Nachfolge
1987 wurde der Catalan Talgo in das neue EuroCity-Netz integriert. Im Herbst 1994 wurden TGV-Verbindungen zwischen Paris sowie Genf und Montpellier eingeführt und der Laufweg des Catalan Talgo auf Montpellier–Barcelona verkürzt. Zusätzlich wurde 2001 das Talgo-Zugpaar 460/463 Mare Nostrum Cartagena–Cerbère sowie Portbou–Cartagena bis und ab Montpellier verlängert und dafür von Einheiten der Bauart Talgo IV auf äußerlich ähnliche, aber spurwechselfähige Talgo VI umgestellt. Der Endpunkt in Spanien änderte sich in der Folge mehrmals auf Lorca-Sutullena und Murcia. Nachdem die Schnellfahrstrecke Perpignan–Figueras im Dezember 2010 in Betrieb genommen worden war, wurden die grenzüberschreitend verkehrenden Talgos eingestellt und Reisende mussten in Figueres-Vilafant zwischen TGV und auf Breitspur verkehrenden Anschlusszügen von und nach Barcelona umsteigen. Seit dem 15. Dezember 2013 verkehren die Züge durchgehend auf Regelspur. Eine umsteigefreie Verbindung zwischen Genf und Barcelona wurde jedoch nicht wieder eingerichtet.